# Campionati del mondo di ciclismo su pista 2022 - Velocità maschile
La gara di velocità maschile ai Campionati del mondo di ciclismo su pista del 2022 si è disputata il 15 e il 16 ottobre 2022. Vi hanno partecipato in totale 35 atleti da 21 nazioni.

## Podio
| Pos.    | Atleta             | Nazione     |
| ------- | ------------------ | ----------- |
| Oro     | Harrie Lavreysen   | Paesi Bassi |
| Argento | Matthew Richardson | Australia   |
| Bronzo  | Matthew Glaetzer   | Australia   |

## Risultati

### Qualificazioni[3]
I primi quattro atleti (classificati per tempo ottenuto) si qualificano direttamente agli ottavi di finale, mentre gli atleti piazzati tra la quinta e la ventottesima posizione partecipano ai sedicesimi di finale.
| Posizione | Atleta                       | Nazione           | Tempo  | Gap    | Note |
| --------- | ---------------------------- | ----------------- | ------ | ------ | ---- |
| 1         | Harrie Lavreysen             | Paesi Bassi       | 9.224  |        | Q8   |
| 2         | Matthew Richardson           | Australia         | 9.381  | +0.157 | Q8   |
| 3         | Matthew Glaetzer             | Australia         | 9.405  | +0.181 | Q8   |
| 4         | Mateusz Rudyk                | Polonia           | 9.456  | +0.232 | Q8   |
| 5         | Thomas Cornish               | Australia         | 9.527  | +0.303 | QS   |
| 6         | Kaiya Ota                    | Giappone          | 9.531  | +0.307 | QS   |
| 7         | Tom Derache                  | Francia           | 9.543  | +0.319 | QS   |
| 8         | Sébastien Vigier             | Francia           | 9.548  | +0.324 | QS   |
| 9         | Hamish Turnbull              | Gran Bretagna     | 9.592  | +0.368 | QS   |
| 10        | Jack Carlin                  | Gran Bretagna     | 9.601  | +0.377 | QS   |
| 11        | Rayan Helal                  | Francia           | 9.605  | +0.381 | QS   |
| 12        | Nick Wammes                  | Canada            | 9.622  | +0.398 | QS   |
| 13        | Stefan Bötticher             | Germania          | 9.623  | +0.399 | QS   |
| 14        | Sándor Szalontay             | Ungheria          | 9.631  | +0.407 | QS   |
| 15        | Cristian Ortega              | Colombia          | 9.639  | +0.415 | QS   |
| 16        | Kevin Quintero               | Colombia          | 9.643  | +0.419 | QS   |
| 17        | Kohei Terasaki               | Giappone          | 9.673  | +0.449 | QS   |
| 18        | Sam Ligtlee                  | Paesi Bassi       | 9.680  | +0.456 | QS   |
| 19        | Martin Čechman               | Rep. Ceca         | 9.681  | +0.457 | QS   |
| 20        | Tijmen van Loon              | Paesi Bassi       | 9.688  | +0.464 | QS   |
| 21        | Jair Tjon En Fa              | Suriname          | 9.698  | +0.474 | QS   |
| 22        | Kento Yamasaki               | Giappone          | 9.741  | +0.517 | QS   |
| 23        | Maximilian Dörnbach          | Germania          | 9.806  | +0.582 | QS   |
| 24        | Ryan Dodyk                   | Canada            | 9.817  | +0.593 | QS   |
| 25        | Liu Qi                       | Cina              | 9.827  | +0.603 | QS   |
| 26        | Rafał Sarnecki               | Polonia           | 9.836  | +0.612 | QS   |
| 27        | Muhammad Shah Firdaus Sahrom | Malaysia          | 9.840  | +0.616 | QS   |
| 28        | Alejandro Martínez           | Spagna            | 9.847  | +0.623 | QS   |
| 29        | Jai Angsuthasawit            | Thailandia        | 9.867  | +0.643 |      |
| 30        | Svajūnas Jonauskas           | Lituania          | 9.905  | +0.681 |      |
| 31        | Ronaldo Laitonjam            | India             | 9.910  | +0.686 |      |
| 32        | Andrey Chugay                | Kazakistan        | 9.911  | +0.687 |      |
| 33        | Sergey Ponomaryov            | Kazakistan        | 9.941  | +0.717 |      |
| 34        | Kwesi Browne                 | Trinidad e Tobago | 10.012 | +0.788 |      |
| 35        | Jean Spies                   | Sudafrica         | 10.044 | +0.820 |      |

### Sedicesimi di finale[4]
I vincenti di ogni batteria accedono agli ottavi di finale. Le batterie si disputano con gara secca.
| Batteria | Posizione | Atleta                       | Nazione       | Tempo/Gap | Note |
| -------- | --------- | ---------------------------- | ------------- | --------- | ---- |
| 1        | 1         | Thomas Cornish               | Australia     | 10.263    | Q    |
| 1        | 2         | Alejandro Martínez           | Spagna        | +0.186    |      |
| 2        | 1         | Kaiya Ota                    | Giappone      | 10.272    | Q    |
| 2        | 2         | Muhammad Shah Firdaus Sahrom | Malaysia      | +0.073    |      |
| 3        | 1         | Rafał Sarnecki               | Polonia       | 10.082    | Q    |
| 3        | 2         | Tom Derache                  | Francia       | REL       |      |
| 4        | 1         | Sébastien Vigier             | Francia       | 10.361    | Q    |
| 4        | 2         | Liu Qi                       | Cina          | +0.047    |      |
| 5        | 1         | Hamish Turnbull              | Gran Bretagna | 10.206    | Q    |
| 5        | 2         | Ryan Dodyk                   | Canada        | +0.159    |      |
| 6        | 1         | Jack Carlin                  | Gran Bretagna | 10.282    | Q    |
| 6        | 2         | Maximilian Dörnbach          | Germania      | +0.089    |      |
| 7        | 1         | Rayan Helal                  | Francia       | 10.028    | Q    |
| 7        | 2         | Kento Yamasaki               | Giappone      | +0.024    |      |
| 8        | 1         | Jair Tjon En Fa              | Suriname      | 10.078    | Q    |
| 8        | 2         | Nick Wammes                  | Canada        | +0.133    |      |
| 9        | 1         | Stefan Bötticher             | Germania      | 10.020    | Q    |
| 9        | 2         | Tijmen van Loon              | Paesi Bassi   | +0.078    |      |
| 10       | 1         | Martin Čechman               | Rep. Ceca     | 10.232    | Q    |
| 10       | 2         | Sándor Szalontay             | Ungheria      | +0.100    |      |
| 11       | 1         | Cristian Ortega              | Colombia      | 9.942     | Q    |
| 11       | 2         | Sam Ligtlee                  | Paesi Bassi   | +0.339    |      |
| 12       | 1         | Kevin Quintero               | Colombia      | 10.112    | Q    |
| 12       | 2         | Kohei Terasaki               | Giappone      | +0.036    |      |

### Ottavi di finale[5]
I vincenti di ogni ottavo accedono ai quarti di finale. Gli ottavi si disputano con gara secca.
| Ottavi | Posizione | Atleta             | Nazione       | Tempo/Gap | Note |
| ------ | --------- | ------------------ | ------------- | --------- | ---- |
| 1      | 1         | Harrie Lavreysen   | Paesi Bassi   | 9.889     | Q    |
| 1      | 2         | Kevin Quintero     | Colombia      | +0.474    |      |
| 2      | 1         | Matthew Richardson | Australia     | 9.857     | Q    |
| 2      | 2         | Cristian Ortega    | Colombia      | +0.176    |      |
| 3      | 1         | Matthew Glaetzer   | Australia     | 9.962     | Q    |
| 3      | 2         | Martin Čechman     | Rep. Ceca     | +0.094    |      |
| 4      | 1         | Mateusz Rudyk      | Polonia       | 10.108    | Q    |
| 4      | 2         | Stefan Bötticher   | Germania      | +0.054    |      |
| 5      | 1         | Jair Tjon En Fa    | Suriname      | 10.117    | Q    |
| 5      | 2         | Thomas Cornish     | Australia     | +0.531    |      |
| 6      | 1         | Rayan Helal        | Francia       | 9.854     | Q    |
| 6      | 2         | Kaiya Ota          | Giappone      | +0.027    |      |
| 7      | 1         | Jack Carlin        | Gran Bretagna | 10.283    | Q    |
| 7      | 2         | Rafał Sarnecki     | Polonia       | +0.056    |      |
| 8      | 1         | Hamish Turnbull    | Gran Bretagna | 9.990     | Q    |
| 8      | 2         | Sébastien Vigier   | Francia       | +0.001    |      |

### Quarti di finale[6]
I vincenti di ogni quarto accedono alle semifinali. Ogni quarto si disputa al meglio delle tre prove.
| Quarto | Posizione | Atleta             | Nazione       | Tempo/Gap Gara 1 | Tempo/Gap Gara 2 | Tempo/Gap Spareggio | Note |
| ------ | --------- | ------------------ | ------------- | ---------------- | ---------------- | ------------------- | ---- |
| 1      | 1         | Harrie Lavreysen   | Paesi Bassi   | 10.040           | 9.950            |                     | Q    |
| 1      | 2         | Hamish Turnbull    | Gran Bretagna | +0.094           | +0.217           |                     |      |
| 2      | 1         | Matthew Richardson | Australia     | 9.872            | 9.907            |                     | Q    |
| 2      | 2         | Jack Carlin        | Gran Bretagna | +2.267           | +0.031           |                     |      |
| 3      | 1         | Matthew Glaetzer   | Australia     | 9.765            | 9.772            |                     | Q    |
| 3      | 2         | Rayan Helal        | Francia       | +0.573           | +0.105           |                     |      |
| 4      | 1         | Mateusz Rudyk      | Polonia       | 10.007           | +0.015           | 10.104              | Q    |
| 4      | 2         | Jair Tjon En Fa    | Suriname      | +0.041           | 9.935            | +0.080              |      |

### Semifinali[7]
I vincenti di ogni semifinale accedono alla finale per l'oro, i perdenti delle semifinali disputano la finale per il bronzo. Ogni semifinale si disputa al meglio delle tre prove.
| Semifinale | Posizione | Atleta             | Nazione     | Tempo/Gap Gara 1 | Tempo/Gap Gara 2 | Tempo/Gap Spareggio | Note |
| ---------- | --------- | ------------------ | ----------- | ---------------- | ---------------- | ------------------- | ---- |
| 1          | 1         | Harrie Lavreysen   | Paesi Bassi | 9.934            | 9.699            |                     | QG   |
| 1          | 2         | Mateusz Rudyk      | Polonia     | +0.399           | +0.146           |                     | QB   |
| 2          | 1         | Matthew Richardson | Australia   | 9.970            | 9.684            |                     | QG   |
| 2          | 2         | Matthew Glaetzer   | Australia   | +0.015           | +0.038           |                     | QB   |

### Finali[8]
Le finali si disputano al meglio delle tre prove.
| Posizione            | Atleta             | Nazione          | Tempo/Gap Gara 1 | Tempo/Gap Gara 2 | Tempo/Gap Spareggio | Note             |
| Finale per l'oro     | Finale per l'oro   | Finale per l'oro | Finale per l'oro | Finale per l'oro | Finale per l'oro    | Finale per l'oro |
| -------------------- | ------------------ | ---------------- | ---------------- | ---------------- | ------------------- | ---------------- |
| 1                    | Harrie Lavreysen   | Paesi Bassi      | 9.686            | 9.773            |                     |                  |
| 2                    | Matthew Richardson | Australia        | +0.155           | +0.083           |                     |                  |
| Finale per il bronzo |                    |                  |                  |                  |                     |                  |
| 3                    | Matthew Glaetzer   | Australia        | 9.838            | 9.964            |                     |                  |
| 4                    | Mateusz Rudyk      | Polonia          | +0.223           | +0.259           |                     |                  |